# جاناتان ویرا

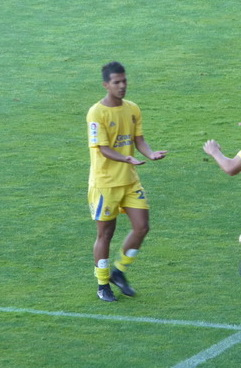
جاناتان ویرا

## افتخارات

### بیجینگ گوان
- جام حذفی فوتبال چین : ۲۰۱۷ [۳]

### افتخارات فردی
آقای گل جام حذفی فوتبال چین : ۲۰۱۸ 